# Alfonso Herrera
Alfonso „Poncho” Herrera Rodríguez (ur. 28 sierpnia 1983 w Meksyku) – meksykański aktor telewizyjny, filmowy i teatralny, piosenkarz. W latach 2004–2009 członek jednego z najpopularniejszych zespołów muzycznych Ameryki Łacińskiej, RBD. Znany z roli Miguela Arango w telenoweli Zbuntowani i Ojca Tomasa w serialu Egzorcysta.

## Życiorys

### Początki
Urodził się w rodzinie Ruth Rodríguez i Alfonsa Herrery Seniora. Ma dwóch przyrodnich braci Alejandro i Oscara. Dzieciństwo spędził w Guadalajarze z matką i bratem, zaś w wakacje odwiedzał ojca w Meksyku. Jako dziecko interesował się lotnictwem i chciał zostać pilotem. Planował ubiegać się o przyjęcie do szkoły lotniczej w San Antonio, jednak szybko zainteresował się aktorstwem.
Wraz z grupą przyjaciół ze szkoły utworzyli amatorską grupę teatralną, co pozwoliło mu na debiut w filmie Amar te duele w 2002 roku w reżyserii Fernando Sariñany. Ukończył studia aktorskie w Centro de Educación Artística de Televisa (CEA). Po debiucie filmowym otrzymał nagrodę MTV Movie Awards México 2003 dla „Ulubionego złoczyńcy”. W międzyczasie występował w spektaklach teatralnych m.in. Czarownice z Salem (Las Brujas de Salem), Zabić drozda (Como matar a un ruiseñor) i Antygona (Antigona).

### 2002–2009:Klasa 406,Zbuntowanii RBD

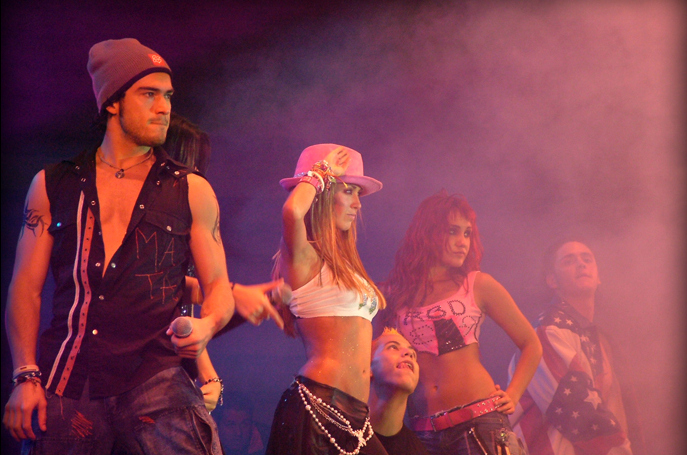
RBD podczas koncertu z trasy Tour Generación w 2005 roku

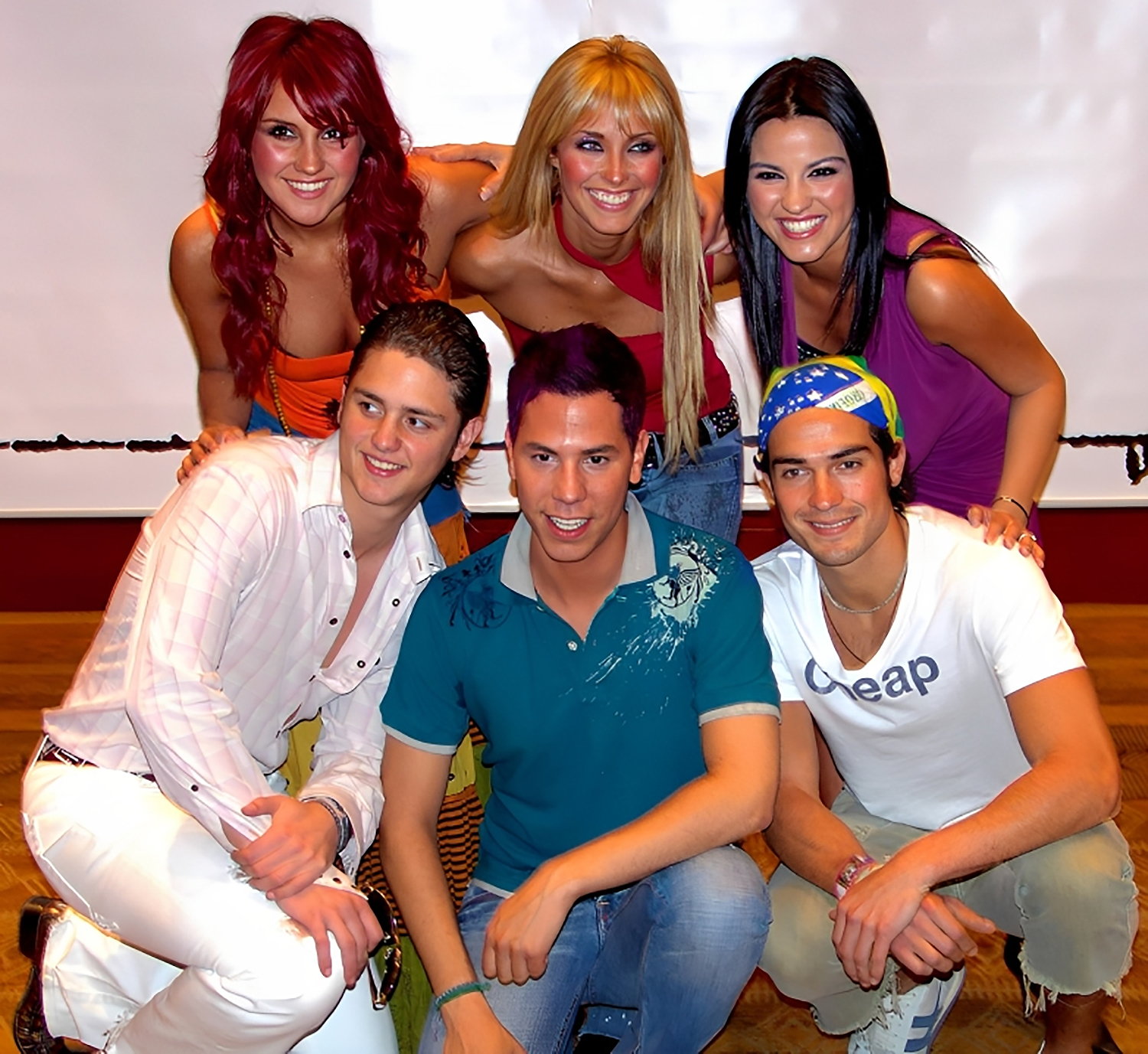
Zespół RBD (2006)

Debiutancka rola Francisco w Amar te duele spowodowała, że jego osobą zainteresował się reżyser i producent Pedro Damián. Zaproponował on Herrerze udział w telenoweli młodzieżowej Klasa 406 (Clase 406). Herrera występował w serialu w latach 2002–2003 w roli Juana Davida „Juancho” Rodrígueza Pineda wraz z trójką jego przyszłych kolegów z zespołu RBD, Dulce Maríą, Anahí i Christianem Chávezem.
W latach 2004–2006 Herrera zagrał jednego z głównych bohaterów w młodzieżowej telenoweli Televisy Zbuntowani, Miguela Arango. Serial był transmitowany w ponad 16 państwach, w tym Polsce, Stanach Zjednoczonych, Rumunii czy Izraelu, i trwał trzy sezony. W fabule telenoweli sześcioro głównych bohaterów gra w zespole o nazwie RBD łącząc pasję do muzyki z perypetiami życia licealnego. To sprawiło, że Poncho tak jak pozostali główni aktorzy zaczęli równolegle do grania w serialu, nagrywać kolejne piosenki. Zespół RBD, stworzony przez reżysera Pedro Damiana, zaczął nagrywać kolejne płyty i koncertować. W składzie zespołu oprócz Poncho znaleźli się Anahí, Dulce María, Maite Perroni, Christian Chavez i Christopher von Uckermann. Artyści występowali pod własnymi nazwiskami, jednak bywali utożsamiani z bohaterami fikcyjnymi z serialu.
W latach 2004–2009 Herrera wraz z RBD nagrali sześć albumów studyjnych (Rebelde, Nuestro Amor, Celestial, Rebels, Empezar Desde Cero, Para Olvidarte de Mí) i kilka albumów koncertowych. Śpiewali w języku hiszpańskim, angielskim i portugalskim. Sprzedali ponad 15 milionów płyt, przez co ich albumy wielokrotnie okrywały się złotem, platyną i diamentem, a także odbyli trzy międzynarodowe trasy koncertowe. Oprócz Meksyku zgromadzili rzesze fanów na całym świecie, szczególnie w Brazylii, Hiszpanii, Kolumbii, Chile, a nawet w Stanach Zjednoczonych i Japonii. Oficjalnie RBD działało od 4 października 2004 roku do 2009 roku. Rozpad grupy ogłosili 14 sierpnia 2008 roku i zakończyli wspólne występy podczas pożegnalnej trasy Gira Del Adiós promując ostatni wspólny album. W 2007 roku członkowie RBD, w tym Herrera, zagrali w sitcomie RBD: La familia, którego fabułą było fikcyjne życie członków odnoszącego sukcesy zespołu muzycznego.

### 2009–2020: rozwój kariery aktorskiej
W 2007 roku rozpoczęły się zdjęcia do filmu Volverte, który został wyemitowany w grudniu 2008. Kręcono go w Meksyku i Argentynie. W 2008 zagrał w sztuce Pillowman, zastępując aktora Kuna Beckera. W 2009 rozpoczęły się zdjęcia do filmu Venezzia w Wenezueli.
21 maja 2009 roku Alfonso zgodził się zagrać obok hiszpańsko-meksykańskiej piosenkarki i aktorki Belindy Peregrin w produkcji Televisy najnowszej powieści, Camaleones. Herrera zagrał Sebastian, profesora, który kradnie drogie prace artystyczne. Camaleones zaczęto nadawać w lipcu, zastępując Verano de Amor. W tym samym roku wystąpił gościnnie w jednym z odcinków Mujeres Assesinas, Soledad, CAUTIVA, obok koleżanki z planu Zbuntowanych, Angelique Boyer i aktora Roberto Ballesteros oraz wystąpił w jednym z odcinków „Tiempo Final”. w którym zagrał mordercę kobiet.
Użyczył głosu postaci Igor, w filmie animowanym o tej samej nazwie, wyprodukowanym przez The Weinstein Company. Premiera odbyła się we wrześniu 2009 w ramach dystrybucji Videocine.
Herrera zagrał w serialu El Diez (2010) z Sandrą Echeverria i Julio Bracho, wyprodukowanym przez Emilio Diez Barroso, o Mistrzostwach Świata w Republice Południowej Afryki Foot Ball.
W latach 2015–2017 wcielił się w postać Hernando w cieszącym się dużą popularnością serialu Sense8.
W roku 2016 zagrał główną rolę, księdza Thomasa Ortega w serialu Egzorcysta, będącym adaptacją powieści Egzorcysta autorstwa William Peter Blatty.

### Inne
W 2009 hiszpański magazyn People nazwał go jednym z 25 najprzystojniejszych mężczyzn.

## Życie prywatne

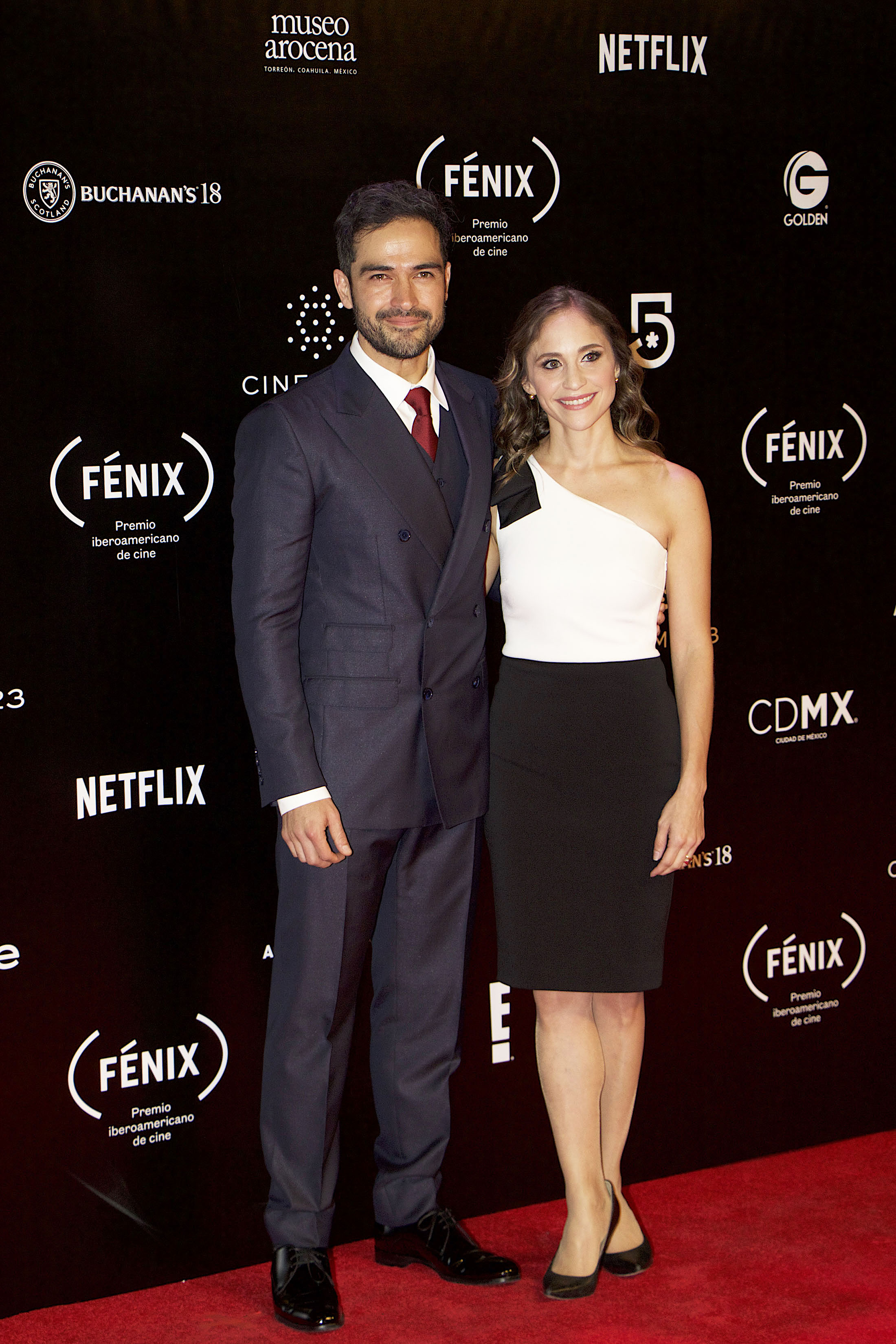
Herrera z żoną Dianą Vázquez na rozdaniu nagród Fénix 2018

W 2016 roku Herrera poślubił Dianę Vázquez z którą ma syna Daniela (ur. 22 września 2016). Na początku grudnia 2020 roku Herrera ogłosił na swoim Instagramie narodziny drugiego syna o imieniu Nico.

## Filmografia

### Filmy
- 2002: Amar te duele jako Francisco
- 2008: Volverte a Ver jako Pablo
- 2009: Venezzia jako Frank Moore
- 2011: Así es la Suerte jako Guillermo
- 2013: Espectro jako Mario
- 2014: Całkowite posłuszeństwo (Obediencia perfecta) jako dorosły Julián Santos
- 2014:  Perfekcyjna dyktatura (La dictadura perfecta) jako Carlos Rojo
- 2016: El elegido jako Ramón Mercader
- 2016: Urban Cowboy jako Kyle (TV)
- 2020: El baile de los 41 jako Ignacio de la Torre
- 2020: El Paraíso de la Invención jako ojciec

### Seriale
- 2002–2003: Clase 406 jako Juan David „Juancho” Rodríguez Pined
- 2004: Mujer, casos de la vida real (odc. Tres lagrimas)
- 2004–2006: Zbuntowani (Rebelde) jako Miguel Arango Cervera
- 2005: La energía de Sonric'slandia jako Miguel Arango Cervera (odc. Viceversa, Calor en la Central)
- 2007: RBD: La familia jako Poncho
- 2008: Terminales jako Leonardo Carral
- 2009: Mujeres Asesinas jako Esteban (gościnnie)
- 2009, 2014: El Capo jako Niño Malo (odc. 1.2, 1.3, 1.4, 3,1)
- 2009: Camaleones jako Sebastián Jaramillo
- 2009: Tiempo Final jako Arturo (gościnnie)
- 2011: El Equipo jako Fermin Perez
- 2010: El Diez jako Salvador „Chavita” Espinosa
- 2011: El Encanto Del Aguila jako Aquilesa Serdana
- 2015: El Dandy jako Daniel „El Dandy” Brach / José „Pepe” Montaño
- 2015–2018: Sense8 jako Hernando Fuentes
- 2016–2017: Drunk History: El Lado Borroso De La Historia jako Aquiles Serdán / Ernesto „Che” Guevara
- 2016–2017: Egzorcysta jako ojciec Tomas Ortega
- 2018–2019: Queen of the South jako Javier Jimenez
- 2019: Sitiados: México jako Lorenzo

### Dubbing
- 2009: Igor jako Igor
- 2012: El Lorax: La busca de la trúfula perdida jako Ted
- 2013: Los Croods jako Guy

### Teatr
- 2008: El hombre almohada (The Pillowman) jako Michal[5]
- 2010: Rain Man jako Charlie
- 2012: Nadando con Tiburones jako Gus[19]
- 2018: Stowarzyszenie Umarłych Poetów (La Sociedad de los Poetas Muertos) jako John Keating[20]

## Dyskografia
Albumy studyjne
- 2004: Rebelde
- 2005: Nuestro Amor
- 2006: Celestial
- 2006: Rebels
- 2007: Empezar Desde Cero
- 2009: Para Olvidarte de Mí

## Model
- Bonafont – El agua ligera
- Peugeot
- Kinder Bueno
- NET – Nueva escuela tecnológica
- Día de los valores Televisa – Voz
- Pepsi
- Fruit Blast
- Giraffas
- Univision
- SABA
- Herbal Essences

## Nagrody i nominacje
| Rok  | Nagroda                                  | Kategoria                              | Nominacja za          | Wynik     |
| ---- | ---------------------------------------- | -------------------------------------- | --------------------- | --------- |
| 2003 | MTV Movie Awards México                  | Ulubiony złoczyńca                     | Amarte Duele          | Wygrana   |
| 2006 | TVyNovelas Awards Mexico                 | Najlepszy młody aktor pierwszoplanowy  | Zbuntowani            | Nominacja |
| 2009 | Diosas de Plata                          | Najlepsza męska rewelacja              | Volverte A Ver        | Nominacja |
| 2010 | Canada International Film Festival       | Najlepszy aktor                        | Venezzia              | Wygrana   |
| 2010 | Nickelodeon Mexico Kids' Choice Awards   | Ulubiony męski bohater                 | Camaleones            | Nominacja |
| 2012 | Nickelodeon Kids’ Choice Awards          | Najlepszy latynoski artysta            |                       | Nominacja |
| 2015 | Diosas de Plata                          | Najlepszy aktor                        | La Dictadura Perfecta | Nominacja |
| 2015 | TVyNovelas Awards Colombia               | Najlepszy aktor drugoplanowy w serialu | El Capo               | Nominacja |
| 2017 | Bloody Disgusting Reader’s Choice Awards | Najlepszy aktor telewizyjny            | Egzorcysta            | Wygrana   |
| 2017 | Imagen Foundation Awards                 | Najlepszy aktor telewizyjny            | Egzorcysta            | Nominacja |
| 2018 | Imagen Foundation Awards                 | Najlepszy aktor telewizyjny            | Egzorcysta            | Nominacja |